# Carlos Marun
Carlos Eduardo Xavier Marun (Porto Alegre, 21 de novembro de 1960) é um advogado, engenheiro civil e político brasileiro, filiado ao Movimento Democrático Brasileiro (MDB). Entre outros cargos, foi deputado estadual de Mato Grosso do Sul (2007-2015), deputado federal pelo mesmo estado (2015-2019) e ministro-chefe da Secretaria de Governo da Presidência da República (2017-2018).
Marun foi considerado o principal aliado e defensor de Eduardo Cunha como presidente da Câmara dos Deputados, membro de sua "tropa de choque", e foi o principal artífice das manobras que protelaram a cassação do deputado afastado, réu por suspeita de corrupção e envolvimento na Operação Lava Jato.

## Biografia
Descendente de imigrantes oriundos da cidade de Gazir, no norte do Líbano, é formado em Engenharia Civil pela Universidade Federal do Rio Grande do Sul (1978-1982) e em Direito pelo Centro Universitário de Campo Grande (1994-1999). Foi vereador de Campo Grande, estado do Mato Grosso do Sul, além de ser duas vezes deputado estadual no mesmo estado.
Se candidatou para a vaga de Governador do Mato Grosso do Sul, em 2002, pelo PTB, obtendo 22.488 votos, porém, não conseguiu ser eleito.
Foi secretário municipal de Assuntos Fundiários da Prefeitura Municipal de Campo Grande, em 1996; Diretor Presidente da Empresa Municipal de Habitação (EMHA) da Prefeitura Municipal Campo Grande (1997-2004).
Em abril de 2003 Marun filiou-se ao Partido do Movimento Democrático Brasileiro (PMDB).
Atualmente está sendo processado por improbidade administrativa durante a presidência da Agehab, sendo acusado, com outros 13 réus, de causar lesão ao erário estimados em 16,6 milhões de reais, o processo tramita, desde junho de 2013, na 1ª Vara de Direitos Difusos, Coletivos e Individuais Homogêneos da Justiça de Mato Grosso do Sul.
Em 2007 licenciou-se do cargo de deputado para ser secretário de Habitação e Cidades e presidente da Agência de Habitação Popular, a convite do governador André Puccinelli, permanecendo no cargo até 2014, quando candidatou-se a deputado federal.

## Mandato no Congresso Nacional
Candidatando-se pelo PMDB (ainda com o P no início), foi eleito pela frente "MS Cada Vez Melhor" deputado federal em 2014, para a 55.ª legislatura (2015-2019).
Foi um ferrenho defensor e integrante da chamada tropa de choque de Eduardo Cunha, quando Cunha era Presidente da Câmara e foi objeto de processo de Cassação no Conselho de Ética da Câmara, além de réu em processos criminais e de improbidade e que teve seu mandato suspenso pelo Supremo Tribunal Federal por tentativa de obstruir investigações contra si.
Durante a sessão extraordinária da votação da cassação do mandato de Eduardo Cunha, tentou repetidas vezes atrasar a sessão, primeiro apresentando um projeto de resolução para separar a votação em duas, uma para a cassação e outra para a inelegibilidade, como ocorrido no Processo de Impeachment de Dilma Rousseff e após o Presidente da Câmara, Rodrigo Maia, negar a questão de ordem, o deputado recorreu e pediu efeito suspensivo, rejeitado em votação simbólica, a qual contestou pedindo verificação nominal, também negada pela presidência da casa.
Votou Processo de impeachment de Dilma Rousseff. Posteriormente, votou a favor da PEC do Teto dos Gastos Públicos.
Em novembro de 2016, Carlos Marun notabilizou-se em tentar impedir a aprovação das 10 Medidas contra a corrupção Em declaração ao jornal O Estado de S.Paulo disse: “Caixa dois não é propina, não é corrupção, é outro tipo de relação. Político não gosta de caixa dois, gosta de receber e botar na sua conta. Mas, após se fazer uma criminalização da doação oficial, muitas empresas começaram a preferir fazer doação sem revelar”.[carece de fontes?]
Em abril de 2017 votou a favor da Reforma Trabalhista. 
Em setembro de 2017, foi eleito relator da CPI da JBS, comissão parlamentar que investiga as operações de empréstimos do grupo JBS concedidos pelo Banco Nacional de Desenvolvimento Econômico e Social (BNDES). A escolha de Marun gerou polêmica em razão do mesmo ter recebido recursos por doações da JBS, e portanto, de acordo com parlamentares como Ricardo Ferraço, Otto Alencar e Ivan Valente apontarem ao fato de Marun ter vínculo com o frigorífico. Além disto pesa um processo contra Marun de desvio de recursos. Marun nega as acusações.
Em agosto de 2017 votou contra o processo em que se pedia abertura de investigação do então Presidente Michel Temer, ajudando a arquivar a denúncia do Ministério Público Federal. Em comeração à vitória de Temer, cantou e dançou no plenário um trecho de paródia da música "Tudo Está no seu Lugar", de Benito di Paula.Em 22 de novembro de 2017 foi escolhido para o lugar de Antônio Imbassahy para  Ministro da Secretaria de Governo

## Conselheiro de Itaipu Binacional
Marun não concorreu a nenhum cargo político nas eleições de 2018. Porém, no dia 31 de dezembro de 2018, último dia de seu mandato como deputado federal, Michel Temer, em seu último dia de mandato como presidente, indicou Marun para o cargo de conselheiro de Itaipu Binacional. Marun assumiu no lugar do advogado Frederico de Oliveira, servidor da Casa Civil, e seu mandato no conselho de administração de Itaipu terminou em maio de 2020, quando foi reconduzido ao cargo pelo presidente Jair Bolsonaro para mandato até maio de 2024. 

## Condecorações
- Colaborador Emérito do Exército, Comando Militar do Oeste - 9ª Divisão do Exército Brasileiro, BRASIL, Campo Grande, MS, 2000;
- Presidente Emérito, Associação Brasileira de Cohabs, BRASIL, Brasília, DF, 2002;
- Comenda de Tauny, Câmara Municipal, BRASIL, Anastácio, MS, 2013;
- Medalha Mérito Tamandaré,[28] BRASIL, Brasília, DF, 2018.

## Uso indevido da cota parlamentar
O deputado usufruiu de dinheiro público para viajar para Curitiba no intuito de visitar ex-presidente da Câmara Eduardo Cunha no Complexo Médico-Penal de Pinhais, na região metropolitana da capital do estado do Paraná, no dia 30 de dezembro de 2016. Segundo ele, a viagem não teve cunho político mas se tratava de "uma visita natalina de caráter solidário" e que iria arcar com os 1.242,62 reais gastos em hospedagem e passagens aéreas pelos quais solicitou ressarcimento. Parte dos ressarcimentos consta nas prestações de contas da cota de atividade parlamentar de Carlos Marun. Da de dezembro de 2016, está registrado um reembolso de 327,58 reais por uma passagem de Curitiba para Porto Alegre emitida no dia 29 de dezembro de 2016 pela companhia Azul. Da de janeiro de 2017, 154,35 reais por hospedagem no Hotel Rochelle, em Curitiba, nos dias 29 e 30 de dezembro. Ele disse que não solicitou ressarcimento dos gastos com transporte e alimentação realizados durante a viagem.

## Desempenho em eleições
| Ano  | Eleição                        | Candidato a       | Partido | Coligação                                     | Suplentes/Vice         | Votos          | Resultado               |
| ---- | ------------------------------ | ----------------- | ------- | --------------------------------------------- | ---------------------- | -------------- | ----------------------- |
| 2002 | Estadual de Mato Grosso do Sul | Governador        | PTB     | Frente Ampla (PTB/PPB/PST/PFL/PHS/PTdoB)      | Venturino Collet (PFL) | 22.488 (2,13%) | Não Eleito (4º lugar)   |
| 2004 | Municipal de Campo Grande/MS   | Vereador          | PMDB    | Campo Grande no Rumo Certo (PMDB/PTC)         | —                      | 8.567          | Eleito (3º mais votado) |
| 2006 | Estadual de Mato Grosso do Sul | Deputado Estadual | PMDB    | Amor, Trabalho e Fé (PMDB/PFL/PSDB)           | —                      | 24.069         | Eleito                  |
| 2010 | Estadual de Mato Grosso do Sul | Deputado Estadual | PMDB    | Amor, Trabalho e Fé (PMDB/PR/DEM/PSDB)        | —                      | 40.163         | Eleito (4º mais votado) |
| 2014 | Estadual de Mato Grosso do Sul | Deputado Federal  | PMDB    | MS Cada Vez Melhor (PMDB/PSB/PRB/PTN/PEN/PSC) | —                      | 91.816         | Eleito (2º mais votado) |